# 蟷螂拳
蟷螂拳（とうろうけん）とは中国武術の門派の一つである。
蟷螂拳、螳螂拳の二つの表記が有るが、どちらも誤りではない。しかし中国語圏での表記のほとんどは螳螂拳である（中国の簡体字には「蟷」の字が無いため）。英語では「Mantis Boxing」と呼ばれることがある。
蟷螂拳には、大別すると中国の山東省に起源のある北派少林拳系（道教系）の北派蟷螂拳と、広東省・福建省など中国南方地域を中心に伝承されている、南派少林拳系の周家蟷螂拳や朱家蟷螂拳などの南派蟷螂拳が存在し、ここでは両者の混同を避けるために日本人にもよく知られており、世界全域に広く普及している北派蟷螂拳を解説する。

## 北派蟷螂拳
北派蟷螂拳（ほくはとうろうけん）は、北派少林拳（中国長江以北に伝わる少林拳）の一種として広く知られる中国武術であり、カマキリの象形（形態）を模したという独特の手形（蟷螂手）を用いた技と、猴拳や秘宗拳など、北方の数多くの優れた門派（流派）に由来するとされる技法群や豊富な数の套路を持ち、まさに中国北派武術の総合拳（伝説によると蟷螂拳の創始者王朗は中国各地を巡り歩いて武術名家十八門派を学んだとされる）ともいえる最も代表的な中国拳法の一つである。

## 起源
蟷螂拳の伝承者に広く知られる伝説に拠れば蟷螂拳は、清代初期に山東省出身の「王朗」という人物によって創始されたとされている。別説によれば古代より伝わるとしており、古代の兵法書「六韜」に「蟷螂武士」の名があることから、蟷螂拳のルーツと関係があると見る説もある。
蟷螂拳の創始伝説によると、蟷螂拳を創始する以前の王朗は、数多くの門派（流派）の拳を学んで中国全土を巡り、武者修行の途上、各地の優れた武術家と立ち合ってこれをことごとく撃破した。しかし、ついに武術の総本山ともいえる嵩山少林寺に立ち寄った際に、どうしてもある一人の技量の優れた僧侶に勝てず、悶々として悩んだという。王朗がその少林僧を打ち破るべく修行を重ねていたある日、カマキリが蝉を捕らえる瞬間を目撃し、王朗はこれに強いインスピレーションを得て、蟷螂拳を編み出した。
王朗は再び少林寺を訪れたが、かつて王朗を打ち破った僧侶も彼に敵わなかった。少林寺を離れた王朗はその後、故郷の山東省に帰り、螳螂拳を嶗山の道士に伝えたとされる。
しかし、王朗なる人物の実在性と、この創始伝説が史実かどうかについては諸説あり、確かなことは解明されていない（王朗とは「王という（名の）男」という程度の意味である）。
もう一つの説として、古くは単に少林拳の一種であった蟷螂拳が、技法上の選択から蟷螂手という手形を採用したことにより、蟷螂の名が後から付けられたのではないかという意見も存在するが、この説にも明確な裏付けは無い。

## 門派
王朗の没後、蟷螂拳は動作が俊敏剛猛で技法が細密な硬蟷螂拳（七星蟷螂拳（羅漢派、少林羅漢拳からの派生）・梅花蟷螂拳（大極梅花派（連続攻撃を得意とする））・秘門蟷螂拳（動作が細かく姿勢が低い、秘密裏に伝承（秘門派））と、内家拳を思わせるような緩やかな套路を練る軟蟷螂拳（六合蟷螂拳（馬侯派、少林六合拳や槍術からの派生、実際は硬軟剛柔相済））に分派したといい、それからも八歩蟷螂拳（率手派、硬軟の中間派、七星蟷螂拳、通背拳、形意拳、八卦掌、四派の融合、八卦掌由来の実戦歩法に特徴あり）や通背蟷螂拳、太極蟷螂拳、光板蟷螂拳、服家蟷螂拳、少林通背蟷螂拳、率手蟷螂拳、長拳螳螂門（高道生氏創始）、八極蟷螂拳（八極拳との融合派、台湾出身の蘇昱彰創始）、蟷螂猿拳、などの数多くの分派を生み出し、それらは中国全土に広く普及した。

## 特徴
蟷螂拳は、近接から中間距離においての素速いスピードの攻防を得意とする門派である。より戦法上の自由を広げるために、ロングレンジの間合いにおいて優位に戦える長拳を取り入れた長拳螳螂門などの分派も存在する。
蟷螂拳の看板、代名詞ともいえるカマキリがセミを捕らえる形の蟷螂捕蝉式は、一般には構えと見られているが、実際は実用上の技の一種である。蟷螂手で相手の腕を巻き込み引き回し敵の体勢を崩す用法である。その他にも捕蝉式の応用型である呑トウ低捕蝉式もあり同様の用法である。
套路としては（七星派・梅花派を例に）崩歩拳（基礎を学ぶ）、虎燕拳（小・中・大の三種、秘宗拳にもあり少林拳よりの引用）、十八曳拳、打剛拳（弾腿より引用）、梅花拳、梅花手、梅花落拳（梅花派の套路）、小・大翻車拳（接近戦を学ぶ）、柔霊拳、飛雁掌拳、四路奔打、欄載拳（上・中・下の三種、高級技法を学ぶ）、蟷螂入洞拳、蟷螂愉桃拳（蟷螂拳の精髄）、黒虎双交拳、白猿愉桃拳（跳躍技・少林拳の技法）、白猿出洞拳、白猿入洞拳、白猿献果、蟷螂手（小・中・大の三種、蟷螂手技法を学ぶ）、酔蟷螂拳、酔羅漢拳（酔拳、地尚拳の技法）、大架式拳、小架式拳、総敵拳、適要拳（上・中・下の三段、重要な技を摘出し学ぶ）、分身八肘拳（接近戦、肘技を学ぶ）、領崩歩拳、蟷螂争食（対打法）、18路羅漢功（健康法を学ぶ）、剣、根、刀、槍各種武器術などがあり、すべての派の型の数をあわせると50以上もの数にものぼる。
また套路以外にも十路破法という1式から10式までの実戦技法群もあり、いわゆる「絶招」の招法が伝えられている。これはある状況を設定したその場に応じての実戦技法であり幾つかのパターン別に整理・構成されている。その他にも1調子で飛び込み敵の先手を奪う技法式や、敵が自分の間合いに入り攻撃したときに、突然に用いる技法招式である先行18手などがあり、套路以外にも幾多の技法招式が伝承されている。

## メディア、映像資料など
- 子供向けテレビ番組『ひらけ!ポンキッキ』で「カンフーレディ」という曲の映像に松田隆智が出演、陳家太極拳の套路（老架式）・忽雷架（こつらいか）、蟷螂拳の套路・力劈拳、同じく崩歩拳など貴重な套路の一部を世界で初めて映像公開した。
- 映画『刑事物語』で武田鉄矢がハンガーを使ったアクションや蟷螂拳を披露しているが、松田隆智が演技指導したものである。
- 漫画『拳児』の中で、蘇崑崙は蟷螂拳の名人として「閃電手」のニックネームで登場するが、これは蘇昱彰がモデルとなっており、「閃電手」とは蘇の人に勝る優れた技量を、人々が賞賛し呼び名したことで付けられた蘇の誉ある通称である。
- 漫画『押忍!!空手部』関東編で登場する埼玉の頭領、武井敏彦が蟷螂拳使いとして登場している。
- 漫画『破壊王ノリタカ!』に登場する拳法家チェン・リーが、蟷螂拳を使用している。
- 漫画『金田一少年の事件簿』に登場する李 波児刑事が「上海魚人伝説殺人事件」で蟷螂拳を披露している。
- 漫画『CUFFS 〜傷だらけの地図〜』に登場するO次郎は蟷螂拳の使い手。
- 対戦格闘ゲーム『バーチャファイターシリーズ』で蟷螂拳が使用される（リオン・ラファール）。これ以前にも『ファイターズヒストリー』に蟷螂拳の使い手は登場しているが、実在の蟷螂拳に則したものとはいえない。
- 香港のショウブラザースで1978年に公開された、ラウ・カーリョン監督による螳螂拳を題材にした映画『激突! 螳螂拳』（原題：『螳螂』）が、2006年5月にキングレコードより発売。
- 漫画コロコロコミック「ドラゴン拳」にて蟷螂拳を使う用心棒が登場。
- 香港映画『スネーキーモンキー 蛇拳』（1978年製作 ジャッキー・チェン主演）、劇中にて七星蟷螂拳を使う道場破りが登場。
- 香港映画『ジャッキー・チェンの鉄指拳』にて主人公（1978年製作 ジャッキー・チェン主演）が七星蟷螂拳を演じている。（鉄指拳とは鉄歯拳のこと。実際は六合派の型の名。）
- 映画『七人のおたく』で格闘技おたくの近藤みのる（内村光良）が劇中浜辺で演じる套路（型）が蟷螂拳の「小虎燕」で、日本老螳螂拳研究会の根本一己が演技指導したものである。
- 日本の異種格闘技団体「巌流島」に蟷螂拳の使い手を名乗る瀬戸信介が出場した。